# N-propilbutanamina
La N-propilbutanamina es una amina secundaria con fórmula molecular C7H17N.
- Datos: Q9048300